# Leif Nielsen
Leif Nielsen, född 23 juli 1920 på Nørrebro i Köpenhamn, död 17 juli 2004 i Simrishamn, var en dansk gallerist, konstnär och restaurangman.

## Biografi
Leifs mamma tog med honom till museer och gallerier i Köpenhamn, bland annat till Statens museum for Kunst, då han var ung. Där drogs han starkt till tavlor av till exempel Vilhelm Hammershøi. Normalt fick minderåriga inte gå in på museet utan målsman, men ledningen för museet gjorde ett undantag och gav både tillåtelse och frikort.
Leif Nielsen arbetade som ung som piccolo på Hotel Phoenix och senare som servitör på Hotel d’Angleterre. Han blev där god vän med författaren och upptäcktsresanden Peter Freuchen. Under andra världskriget hade Leif Nielsen många kontakter med den danska frihetsrörelsen.
Leif Nielsen gifte sig med Birthe Tobisen Meyer och de fick två barn, Lise-Lotte och Finn. Strax efter krigsslutet flyttade familjen till Saltsjöbaden och Nielsen fick arbete på olika restauranger. Bland annat blev han chef på Stortorgskällaren i Gamla Stan i Stockholm och gjorde där en pionjärinsats genom att tillåta servering till ensamma damer, något som vid den tiden inte fick förekomma på det som ansågs som finare ställen. Senare blev Nielsen även chef på Grand Hotel Saltsjöbaden.
Han startade Gallerie Prisma och introducerade en ny teknik, polygrafik, med syfte att sprida god grafisk konst även till medelklassen och arbetarklassen. En hel rad unga lovande konstnärer samlades och ville trycka och ställa ut sina bilder hos honom, bland andra Peter Dahl, Torsten Renqvist, Staffan Hallström, Roj Friberg, Hans Wigert samt Beck & Jung. Gallerie Prisma fanns på tre adresser i Stockholm, Österlånggatan, Bollhus gränd och Sibyllegatan. Dessutom i Lund, Sundsvall och Köpenhamn.
På senare år etablerade han sig på Österlen, där han förvandlade en ödegård nära Glimmingehus till Ljungsjögården, en konstnärlig samlingspunkt med galleri, restaurang, ateljé och bostad. Ljungsjögården blev känd både i Sverige och Danmark. Bland annat fick Leif Nielsen ett nordiskt kulturpris på 25 000 kronor för sitt kulturella brobyggande mellan de båda länderna. Priset delades ut på Millesgården på Lidingö. Den 16 januari 1998 brann Ljungsjögården men byggdes upp från grunden igen. Det mesta av konsten räddades och gården återuppstod. Numera är den i annan ägo och inte längre öppen för allmänheten.
Nielsen begravdes på Assistens Kirkegård i Köpenhamn.